# Transformers: Cyberverse
Transformers: Cyberverse (2018-2020) – amerykański serial animowany.
Serial emitowany w Polsce na kanale Cartoon Network od 27 października 2018 roku.

## Fabuła
Bumblebee przybywa na Ziemię z ważną misją. Niestety Autobot traci pamięć i zapomina, na czym polegało jego zadanie. W odzyskaniu wspomnień oraz w pojedynkach ze złymi Deceptikonami pomaga mu m.in. przyjaciółka Windblade.
Opis pochodzi ze strony https://www.teleman.pl/tv/-1804406

## Wersja polska
Wersja polska: SDI Media Polska na zlecenie Hasbro

Reżyseria: Katarzyna Ciecierska

Dialogi: Marcin Bartkiewicz

Kierownictwo produkcji: Magdalena Leczkowska, Beata Jankowska

Wystąpili:
- Lidia Sadowa – Windblade
- Igor Obłoza – Bumblebee (odc. 1-3)
- Otar Saralidze – 
  - Thundercracker,
  - Blurr,
  - dinozaury (odc. 15),
  - Decepticony (odc. 18)
- Jakub Wieczorek – Grimlock (odc. 2)
- Joanna Węgrzynowska-Cybińska – 
  - Nova Storm,
  - kobieta (odc. 5)
- Jakub Szydłowski – 
  - Starscream,
  - Soundwave
- Adam Bauman – Grimlock (odc. 3-4, 9-11, 15-18)
- Michał Podsiadło – Shadowstriker (odc. 3)
- Paweł Szczesny – Megatron
- Jacek Mikołajczak – Optimus Prime (odc. 3-4, 6, 11, 13, 18)
- Józef Grzymała – 
  - Bumblebee (odc. 4-18),
  - dinozaury (odc. 15),
  - Decepticony (odc. 18)
- Grzegorz Kwiecień – 
  - Wheeljack,
  - Generic Decepticon 1 (odc. 6),
  - Robot (odc. 6)
- Janusz Wituch – 
  - Teletraan-1 (odc. 4, 15),
  - Nervous Bot (odc. 8),
  - Bot 2 (odc. 10),
  - Teletraan-X (odc. 12-18)
- Izabella Bukowska-Chądzyńska – Slipstream (odc. 5, 8, 10-12, 14, 16-18)
- Katarzyna Ciecierska –
  - Fioletowa (odc. 5),
  - kobieta z reklamy (odc. 5),
  - Decepticony (odc. 18)
- Kamil Dominiak – 
  - mężczyzna (odc. 5),
  - spiker (odc. 6)
- Józef Pawłowski – 
  - nastoletni surfer (odc. 5),
  - Generic Decepticon 2 (odc. 6)
- Jan Staszczyk – gospodarz teleturnieju (odc. 5)
- Agnieszka Fajlhauer – 
  - Shadowstriker v1 (odc. 6),
  - Shadowstriker v2 (odc. 6),
  - Shadowstriker (odc. 9-10, 16-18)
- Mikołaj Klimek – Shockwave
- Wojciech Chorąży –
  - Dirge (odc. 7),
  - Polyhex Bot (odc. 7),
  - Acid Storm (odc. 8),
  - Bot (odc. 9),
  - Bot (odc. 10)
- Krzysztof Cybiński –
  - Iacon Bot (odc. 7),
  - Ramjet (odc. 7),
  - Bot spiker (odc. 8)
- Mateusz Kwiecień –
  - pracownik areny 1 (odc. 7),
  - pracownik areny 2 (odc. 7),
  - spiker wiadomości (odc. 8),
  - Generic Guard 2 (odc. 9),
  - Generic Autobot (odc. 10),
  - Jednooki (odc. 10)
- Kamil Pruban –
  - spiker (odc. 7),
  - pracownik areny (odc. 7),
  - Security Bot (odc. 7),
  - Generic Guard 1 (odc. 9),
  - Generic Decepticon (odc. 10),
  - Ratchet (odc. 10-11, 13),
  - Rack (odc. 11),
  - Ruin (odc. 11),
  - jakiś robot (odc. 12),
  - Cube (odc. 14)
- Wojciech Paszkowski – 
  - Decayed Bot (odc. 8),
  - Trion (odc. 13)
- Ewa Prus – 
  - Thrust (odc. 8, 14, 17-18),
  - Acid Storm (odc. 14, 17-18)
- Łukasz Węgrzynowski – Hot Rod (odc. 8, 10)
- Dariusz Odija – Optimus Prime (odc. 9-10)
- Cezary Kwieciński – MacCadam (odc. 10)
- Joanna Pach-Żbikowska – Chromia (odc. 10)
- Artur Kozłowski – dziecko (odc. 12)
- Modest Ruciński – Prowl (odc. 13)

i inni
Lektor: Dariusz Odija

## Spis odcinków
| Premiera odcinka | N/o | Tytuł polski                | Tytuł oryginalny       |
| ---------------- | --- | --------------------------- | ---------------------- |
|                  |     |                             |                        |
| SERIA PIERWSZA   |     |                             |                        |
|                  |     |                             |                        |
| 27.10.2018       | 01  | Usterka                     | Fractured              |
|                  |     |                             |                        |
| 27.10.2018       | 02  | Pamięć                      | Memory                 |
|                  |     |                             |                        |
| 28.10.2018       | 03  | Wszech-Iskra                | Allspark               |
|                  |     |                             |                        |
| 28.10.2018       | 04  | Podróż                      | The Journey            |
|                  |     |                             |                        |
| 24.11.2018       | 05  | Wśród śniegów               | Whiteout               |
|                  |     |                             |                        |
| 24.11.2018       | 06  | Megatron moim bohaterem     | Megatron Is My Hero    |
|                  |     |                             |                        |
| 25.11.2018       | 07  | Sześcian                    | Cube                   |
|                  |     |                             |                        |
| 25.11.2018       | 08  | Prędkość graniczna          | Terminal Velocity      |
|                  |     |                             |                        |
| 15.12.2018       | 09  | Shadowstriker               | Shadowstriker          |
|                  |     |                             |                        |
| 15.12.2018       | 10  | MacCadam’s                  | MacCadam’s             |
|                  |     |                             |                        |
| 16.12.2018       | 11  | Sabotaż                     | Sabotage               |
|                  |     |                             |                        |
| 16.12.2018       | 12  | Teletraan-X                 | Teletraan-X            |
|                  |     |                             |                        |
| 09.02.2019       | 13  | Matryca przywództwa         | Matrix of Leadership   |
|                  |     |                             |                        |
| 09.02.2019       | 14  | Bunkier                     | Siloed                 |
|                  |     |                             |                        |
| 10.02.2019       | 15  | Król dinozaurów             | King of the Dinosaurs  |
|                  |     |                             |                        |
| 10.02.2019       | 16  | Zagłada                     | The Extinction Event   |
|                  |     |                             |                        |
| 16.02.2019       | 17  | Powstańcie, śpiące olbrzymy | Awaken Sleeping Giants |
|                  |     |                             |                        |
| 16.02.2019       | 18  | Erupcja                     | Eruption               |
|                  |     |                             |                        |